# Brevik (Svezia)
Brevik è un'area urbana della Svezia situata nel comune di Lidingö, contea di Stoccolma.
La popolazione risultante dal censimento 2010 era di 8 772 abitanti .